# Södermanlands runinskrifter 181
Runinskrift Sö 181 består numera endast av ett runstensfragment från Helanda, som lär finnas på Mariefreds kyrkogård i Södermanland. Vid inventering 1979 befann det sig i kyrkans tornrum.

## Stenen
Den svårt skadade runstenen avtecknades av Richard Dybeck 1855, då den ännu stod kvar i Helanda. Materialet är sandsten och endast några få runor är bevarade vars tolkning följer nedan.

## Inskriften
Fornsvenska: ... (k)uth hielpi...
Nusvenska: ... Gud hjälpe...

### Fotnoter
1. ↑  9:2, Riksantikvarieämbetets Fornsök.